# Église de l'Intercession-de-la-Sainte-Vierge de Derbent
L'église de l'Intercession-de-la-Sainte-Vierge de Derbent est une église orthodoxe construite en pierre, située dans la ville de Derbent, au Daghestan, en Russie européenne. L'édifice est classé dans la liste de l'héritage patrimonial de la Russie d'importance régionale depuis 1997.

## Géographie
L'église est située dans la ville de Derbent, dans la république russe ciscaucasienne du Daghestan. Elle se trouve au no 22 de la rue Lénine de Derbent.

## Histoire

### Construction
En 1894, la communauté orthodoxe de Derbent pose la question de la construction d'une nouvelle école paroissiale . À ces fins, des dons ont été collectés et un terrain en centre-ville a été acheté. La construction de l'école commença en 1899 et le 7 janvier 1900 (19 janvier dans le calendrier grégorien) elle fut solennellement consacrée. En 1901, un autel fut construit à l'école et transformée en église-école, consacrée par l'évêque Vladimir (Sinkovski) de Vladikavkaz le 1er octobre 1901 (14 octobre dans le calendrier grégorien).
En 1902, dans la cour de l'église-école, un nouveau bâtiment scolaire paroissial fut construit et l'ancien fut entièrement consacré à l'église. 
En 1939, l'église fut fermée, mais en 1943 elle fut de nouveau remise aux croyants.

### Période moderne
L'église a connu une renaissance : des travaux de réparation et de restauration ont été effectués dans le temple, un bâtiment paroissial et un clocher ont été construits. En 2009, une nouvelle iconostase a été installée et la même année, le temple a été de nouveau consacré par l'évêque de Bakou et de la mer Caspienne, Alexandre.
Le 23 juin 2024, l'église de l'Intercession, ainsi que la synagogue de Derbent, ont subi un attentat, au cours de laquelle le recteur du temple, l'archiprêtre Nikolai Kotelnikov, a été égorgé,,.

## Patrimonialité
L'édifice est classé dans la liste de l'héritage patrimonial de la Russie d'importance régionale sous le no 051710956330005 depuis 1997.